# Agni Pariksha

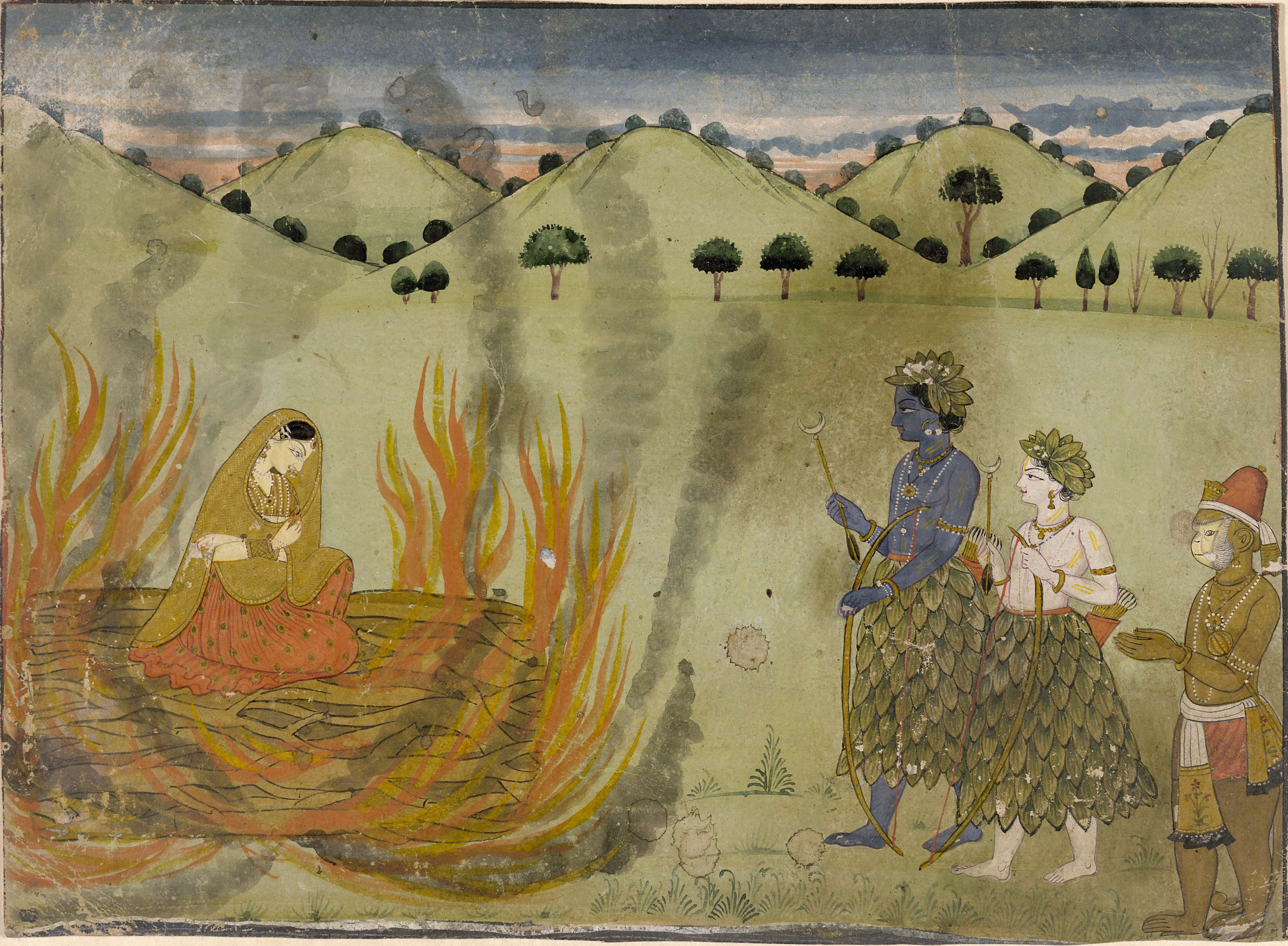
Agni pariksha : Sîtâ sur son bûcher en présence de Râma, Lakshmana et Hanouman (peinture sur papier, vers 1820).

L'Agni Pariksha ( अग्नि-परीक्षा en sanskrit) est un passage de la fin du Rāmāyana, un des livres fondateur de l'hindouisme et de la mythologie hindoue. Il s'agit de l'ordalie par le feu subie par Sîtâ à son retour de Lanka, pour prouver qu'elle est restée fidèle à Râma et n'a pas cédé aux avances du démon Ravana.

## Origine du terme "Agni Pariksha"
Agni (sanskrit en devanagari : अग्नि) est l'une des principales puissances agissantes numineuses du Védisme, seigneur du feu sacrificiel et du foyer.